# Touit
Touit är en av två fågelsläkten dvärgparakiter i familjen västpapegojor inom ordningen papegojfåglar som förekommer från Costa Rica till sydöstra Brasilien. Släktet omfattar åtta arter:
- Lilastjärtad dvärgparakit (T. batavicus)
- Rödskuldrad dvärgparakit (T. huetii)
- Costaricansk dvärgparakit (T. costaricensis)
- Blåpannad dvärgparakit (T. dilectissimus)
- Blågumpad dvärgparakit (T. purpuratus)
- Brunryggig dvärgparakit (T. melanonotus)
- Guldstjärtad dvärgparakit (T. surdus)
- Fläckvingad dvärgparakit (T. stictoperus)